# Unión Deportiva Salamanca "B"
La Unión Deportiva Salamanca "B" fue un club de fútbol de España, de la ciudad de Salamanca. Se trataba del filial de la Unión Deportiva Salamanca. Fue fundado en 1952 y militaba en el Grupo VIII de la Tercera División de España cuando se disolvió.

## Historia

### Club de Fútbol Salmantino (1943 - 1947)
Como queda reflejado en las actas de la UD Salamanca, bajo la presidencia de Andrés García Blanco, el 30 de julio de 1943 se creó el Club de Fútbol Salmantino, a instancias de Tomás Borreguero, alias “Dardo”, exjugador de fútbol y más tarde periodista deportivo.
La vida de aquel CF Salmantino no fue demasiado larga, ya que solo compitió durante 4 temporadas. La razón de que se apartase el proyecto fue principalmente económica, al no poder la UDS mantener su costo. El primer presidente fue Francisco Seirul-lo y el primer entrenador un jugador de la UDS, Agustín, que alternaba ambas funciones. La vestimenta del equipo fue idéntica a la de la UD Salamanca, camisa blanca y pantalón negro.
En esta etapa, el mayor logro del CF Salmantino fue, amén de conquistar el Campeonato Regional local, llegar a la final de Aficionados de Castilla, cayendo en la misma ante el Mediodía.

### Filial de la UD Salamanca (1952 - 2013)
No fue hasta la temporada 53-54 cuando se retomó el proyecto de formar el equipo filial de la Unión Deportiva Salamanca, denominado en esta ocasión Club Deportivo Salmantino, quizás por la imposibilidad federativa de poner el nombre que tuvo el anterior equipo, disuelto en 1947. Durante años, en él militarían los jugadores de la Unión Deportiva Salamanca que no lo hicieran habitualmente en el primer equipo. 
El renovado Salmantino quiso que sus colores fueran pantalón blanco y camisa morada, colores que permanecieron como los emblemáticos, aunque en otras épocas volvió a lucir los tradicionales colores blanco y negro del Salamanca (concretamente con la llegada a la presidencia de la Unión Deportiva Salamanca de Jesús Sánchez Belda) si bien se retornó a los colores originales del CD Salmantino, pantalón blanco y camisa morada a instancias de otros presidentes de la UDS, como sucedió siendo presidente del Salmantino Rafael Sierra Paniagua
En la temporada 1997-1998 pasa a denominarse Unión Deportiva Salamanca "B", pero en la temporada 2007-2008 recuperó su nombre de Club Deportivo Salmantino.

### Disolución de la UD Salamanca (2013)
El 18 de junio de 2013 se dicta la disolución de la Unión Deportiva Salamanca y su equipo filial.

## Trayectoria
Este apartado contempla las participaciones desde la temporada 1956/57 (primera constancia de participación del CD Salmantino en Tercera) hasta la temporada 2012/13.
- Temporadas en Tercera: 46
  - Partidos disputados: 1694
  - Puntos obtenidos: 2044
  - Victorias: 675
  - Empates: 443
  - Derrotas: 576
  - Goles a favor: 2349
  - Goles en contra: 2005
- Temporadas en Regional: 11

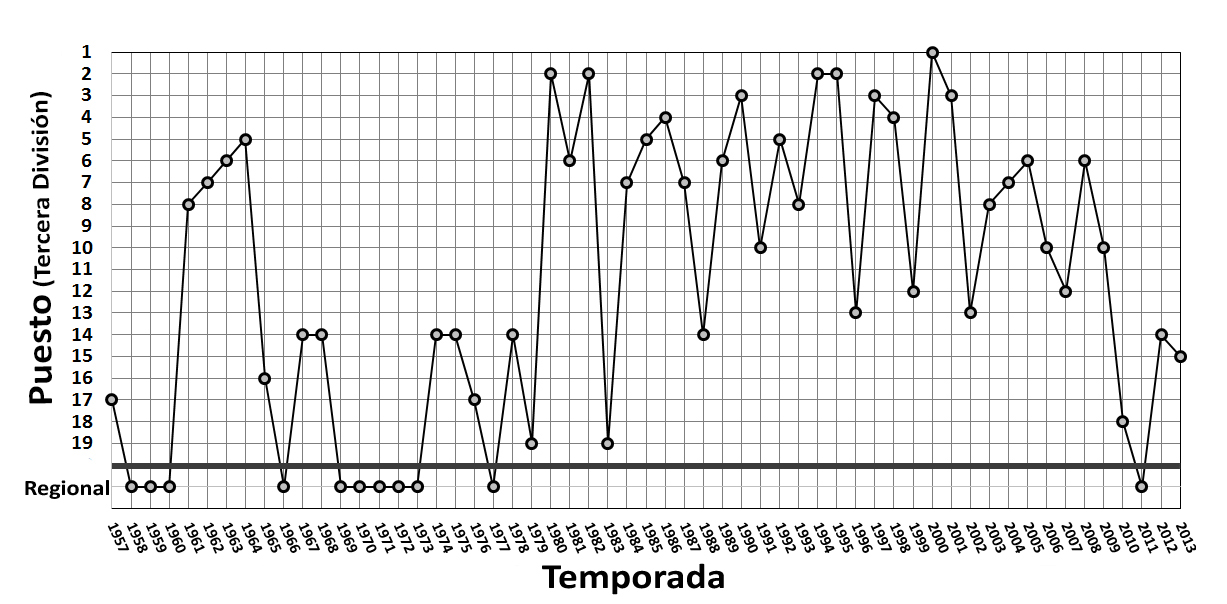
Evolución del histórico CD Salmantino.

En su momento, el UD Salamanca B (o CD Salmantino) ostentó el récord de ser el equipo con mayor participación ininterrumpida en Tercera División, con 33 temporadas consecutivas comprendidas entre la 1976/77 y la 2009/10, cuando descendió por última vez a categoría regional. Mantuvo ese récord hasta la temporada 2012/13, en la que el conjunto canario SD Tenisca firmó su trigésimo cuarta temporada seguida participando en la categoría.

## Palmarés
La siguiente tabla incluye los logros a nivel nacional del UD Salamanca "B" (o CD Salmantino), omitiendo los conseguidos a nivel regional:
| Campeonatos      | Temporada |
| ---------------- | --------- |
| Tercera división | 1999-00   |
| Subcampeonatos   | Temporada |
| Tercera División | 1979-80   |
| Tercera División | 1981-82   |
| Tercera División | 1993-94   |
| Tercera División | 1994-95   |

El equipo llegó a participar en la Copa del Rey las temporadas 1973/74, 1974/75, 1975/76 y 1977/78, además de clasificarse y renunciar a participar en dicho torneo en alguna otra edición.

### Trofeos amistosos
- Trofeo Ciudad de Mérida: (1) 1973 (Como CD Salmantino)
- Trofeo Real Ávila: (1) 1980
- Trofeo Ciudad de Cáceres: (1) 1985 (Como CD Salmantino)

## Antiguos jugadores
Estos son aquellos futbolistas que militaron en el filial y luego jugaron en Primera División:
| Nac.              | Nombre                        |
| ----------------- | ----------------------------- |
| Bandera de España | Eugenio Alen Sánchez          |
| Bandera de España | Antonio González Arroyo       |
| Bandera de España | José Luis Cabrero Valle       |
| Bandera de España | Ángel Pérez Huerta            |
| Bandera de España | Andrés “Ito” Alonso García    |
| Bandera de España | Manuel Santos Martín “Manolo” |
| Bandera de España | José Miguel Rodríguez Gómez   |
| Bandera de España | Juan Luis Oliva Barba         |
| Bandera de España | Juan Mulas Gómez              |
| Bandera de España | Balbino García Puerto         |
| Bandera de España | Félix Bayón Lancharro         |
| Bandera de España | José Luis González Sumastre   |

| Nac.              | Nombre                              |
| ----------------- | ----------------------------------- |
| Bandera de España | Juan Pablo “Juanpa” De Miguel Bravo |
| Bandera de España | Ángel Andrés Lozano Zorita          |
| Bandera de España | Raúl Lozano Marcos                  |
| Bandera de España | Julián Lozano San Zacarías          |
| Bandera de España | Luis García García                  |
| Bandera de España | Marcelino Mateos Hernández          |
| Bandera de España | Miguel Ángel Patricio Martín        |
| Bandera de España | Joaquín García Miñambres            |
| Bandera de España | Nemesio “Neme” Martín Montejo       |
| Bandera de España | Francisco “Paquito” López Sánchez   |
| Bandera de España | Julio Sánchez Pedraza               |
| Bandera de España | José García Peñín                   |

| Nac.              | Nombre                                |
| ----------------- | ------------------------------------- |
| Bandera de España | José Francisco “Pepe” Sánchez Jiménez |
| Bandera de España | Marcos Redero Hernández               |
| Bandera de España | José María Sánchez Rodilla            |
| Bandera de España | Emilio Morollón Estébanez             |
| Bandera de España | José Luis García Rozas                |
| Bandera de España | Jose Agustín “Sito” Cenzual Coca      |
| Bandera de España | Tomás Jiménez Álvarez                 |
| Bandera de España | Miguel Montes Torrecilla              |
| Bandera de España | Ángel Caamaño Mulas “Ton”             |
| Bandera de España | Vicente del Bosque                    |